# Орора
Окръг Орора (на английски: Aurora County) е окръг в щата Южна Дакота, Съединени американски щати. Площта му е 1845 km², а населението - 2738 души (2017). Административен център е град Планкинтън.